# Sorana Țopa
Sorana Țopa (n. 14 februarie 1898, Podu Turcului, Bacău, România – d. 1 noiembrie 1986, București, România) a fost o actriță de teatru română.

## Biografie
S-a născut în familia unui țăran sărac și a absolvit cursurile școlii primare în comuna natală. A urmat apoi cursurile „Externatului de fete” ale Școlii profesionale de fete „Neculai Roșca Codreanu” din Bârlad. În anul 1912, la vârsta de 14 ani, a plecat în București și s-a angajat coristă la Grădina Blanduzia.
În august 1916, după intrarea României în război, s-a întors acasă la Podu Turcului, dar a fost alungată de părinți și s-a refugiat la Iași. Sorana Țopa a urmat la conservatorul din Iasi și tot acolo a fost angajată stagiară clasa a III-a la Teatrul Național, avându-l profesor pe State Dragomir, și a debutat ca actriță în anul 1918. În anul 1921 a preluat rolurile actriței Aglae Pruteanu, iar în vara anului 1925 a mers în concediu de studii la Paris, împreună cu Aurel Ghițescu.
La 1 ianuarie 1925, Sorana Țopa a devenit societară la Teatrul Național din București, odată cu Nicolae Bălțățeanu, George Vraca, Aura Buzescu, Sonia Cluceru, George Calboreanu și Toto Ionescu. În 1930 s-a căsătorit și a preluat numele Sorana Țopa-Tătaru. 
Sorana Țopa a participat, în calitate de poetă, la cenaclul Sburătorul și la cenaclul Criterion, unde i-a cunoscut și a colaborat, printre alții, cu Eugen Lovinescu, Emil Cioran și Mircea Eliade. Sub pseudonimul Nicolae Bucur a scris piese de teatru: Călătorie în întuneric (dramă în 5 acte), jucată pe scena Teatrului Național din București la 20 martie 1943, în regia lui Ion Șahighian, distinsă cu Marele Premiu al Teatrului Național; Actorul - scriitor sau dilema dintre două acte; Omul ascuns (1947).
La 29 septembrie 1947 s-a pensionat și în anul 1986, la vârsta de 88 de ani, a decedat.

## Teatrografie (selecție)
| Teatrul Național din Iași      | Teatrul Național din Iași | Teatrul Național din Iași              |
| (1918–1919)                    | (1918–1919)               | (1918–1919)                            |
| ------------------------------ | ------------------------- | -------------------------------------- |
| Doamna Tana                    | Viforul                   | Barbu Ștefănescu Delavrancea           |
| Thérèse Raquin                 | Thérèse Raquin            | Émile Zola                             |
| (1919–1920)                    |                           |                                        |
| Ana din Soveja                 | Chemarea Codrului         | George Diamandy                        |
| Hilda                          | Constructorul Solness     | Henrik Ibsen                           |
| Anca                           | Năpasta                   | I.L. Caragiale                         |
| Thérèse Raquin                 | Thérèse Raquin            | Émile Zola                             |
| (1920–1921)                    |                           |                                        |
| Marchiza Cibo                  | Lorenzaccio               | Alfred de Musset                       |
| Amalia                         | Hoții                     | Friedrich Schiller                     |
| (1921–1922)                    |                           |                                        |
| Sonia                          | Crimă și pedeapsă         | Feodor Dostoievski                     |
| Katiușa Maslova                | Învierea                  | Lev Tolstoi                            |
| Tofana                         | Patima roșie              | Mihail Sorbul                          |
| Doamna Clara                   | Vlaicu-Vodă               | Alexandru Davila                       |
| (1922–1923)                    |                           |                                        |
| Vidra                          | Răzvan și Vidra           | B.P. Hașdeu                            |
| Carmen Anta                    | Ciuta                     | Victor Ion Popa                        |
| Margareta Gauthier             | Dama cu camelii           | Alexandre Dumas                        |
| Roxana                         | Cyrano de Bergerac        | Edmond Rostand                         |
| (1923–1924)                    |                           |                                        |
| Alta                           | Act venețian              | Camil Petrescu                         |
| Elisabeta                      | Maria Stuart              | Friedrich Schiller                     |
| (1925–1926)                    |                           |                                        |
| Antigona                       | Thebaida                  | Victor Eftimiu                         |
| Hermiona                       | Andromaca                 | Jean Racine                            |
| Lady Macbeth                   | Macbeth                   | William Shakespeare                    |
| Teatrul Național din București |                           |                                        |
| (1926–1927)                    |                           |                                        |
| Amalia                         | Hoții                     | Friedrich Schiller                     |
| Alina, fata lui Bălteanu       | Greșeala lui Dumnezeu     | Caton Theodorian                       |
| (1927–1928)                    |                           |                                        |
| Nastasia                       | Domnișoara Nastasia       | George Mihail Zamfirescu               |
| Cleopatra                      | Cleopatra                 | Nicolae Iorga                          |
| (1930–1931)                    |                           |                                        |
| Casandra                       | Cassandra                 | Nicolae Iorga                          |
| Calpurnia                      | Iulius Cezar              | William Shakespeare                    |
| (1931–1932)                    |                           |                                        |
| Natașa                         | Azilul de noapte          | Maxim Gorki (traducerea Iosif Nădejde) |
| Gertruda                       | Hamlet                    | William Shakespeare                    |
| (1932–1933)                    |                           |                                        |
| Salomeea                       | Salomeea                  | Oscar Wilde                            |
| (1935–1936)                    |                           |                                        |
| Ducesa de Alberquerque         | Ruy Blas                  | Victor Hugo                            |
| (1936–1937)                    |                           |                                        |
| Doamna Maria                   | Apus de soare             | Barbu Ștefănescu-Delavrancea           |
| (1938–1939)                    |                           |                                        |
| Li                             | Atrizii                   | Victor Eftimiu                         |
| (1945–1946)                    |                           |                                        |
| Maria Voinițchi                | Unchiul Vania             | Anton Pavlovici Cehov                  |
| Clitemnestra                   | Ifigenia din Aulida       | Euripide (traducere Petre Dulfu)       |

## Distincții
- Ordinul „Coroana României” în gradul de Cavaler (31 mai 1932)[11]
- Crucea „Meritul Sanitar” cl. I (9 mai 1942) pentru „devotament și abnegație în opera de îngrijire a răniților de războiu, aducând și importante contribuțiuni de ordin moral și material în greaua misiune de organizarea și întreținere a spitalelor de răniți”[12]
- Ordinul „Meritul Cultural” în gradul de Medalie cl. I, pentru teatru (23 septembrie 1942)[13]